# 고인돌 2
《고인돌 2》(Prehistorik 2)는 플랫폼 게임 《고인돌》의 후속편이다. 타이터스 인터랙티브가 1993년에 도스, 암스트래드 CPC용으로 개발하였다.

## 게임 설명
이전작과 같이, 고인돌 2의 주 캐릭터는 동굴주거인이며 음식을 찾아 다니며, 여러 동물과 왕과 싸워 이겨야 한다.
이 게임은 단순한 플랫폼 게임으로 플레이어가 여러 탄을 통해 걷고 뛰며 방망이로 적의 머리를 치며 나간다. 적을 치고 아이템(음식, 다이아몬드, 비디오 게임, 플로피 디스크 등)을 얻으면서 점수를 얻을 수 있다. 탄마다 숨겨진 장소나 아이템이 있다. 이를테면, 어느 장소에서 아래 방향키를 누르면 다른 곳으로 순간 이동되며, 어떠한 곳을 아래 방향키를 누른 채 스페이스바를 여러 번 누르면 숨겨진 아이템이 하늘에서 떨어진다.
게임을 즐기는 방법은 그리 어렵지 않다. 방향키로 이동하고, 공격하려면 스페이스바 키를 사용하기만 하면 된다. 이 게임에서 재밌는 기능은 운영체제마다 레벨 코드가 다르다는 점이다. 도스박스에서 고인돌 2를 실행하면, 윈도우 XP에서 즐길 때와 코드가 다르다. 오랜 시간 동안 아무것도 마시지 않으면, 동굴주거인의 입술은 자줏빛으로 바뀐다.
음식을 어느 정도 먹어야 다음 탄으로 갈 수 있는 고인돌과는 달리, 고인돌 2에서는 다음 탄으로 갈 수 있는 담배 라이터만 있으면 된다. 또, 담배 라이터를 취하지 않아도 돼지나라 등으로 들어갔을 경우 다음 탄으로 넘어갈 수 있다. 전체적으로 3개의 보너스 탄과 10개의 개별 탄이 있다.
재밌는 점은 EXE 파일을 실행하면 "2007년(또는 어느 해)에도 이 게임이 실행되고 있군요."라는 문구가 나타난다는 것이다.
이 게임은 어밴던웨어이며 여러 웹 사이트에서 아무런 대가 없이 내려 받을 수 있다.

## 평가
| 평가                                           |      |
| ---------------------------------------------- | ---- |
| 평론 점수 평론사 점수 Amstrad Action 96% [ 3 ] |      |
| 평론 점수                                      |      |
| 평론사                                         | 점수 |
| Amstrad Action                                 | 96%  |

## 같이 보기
- 고인돌
- 타이터스 더 폭스

## 참조
1. ↑  Martin Milichovský (November 2005). “Prehistorik 2 - nepřátelé”. 2012년 3월 22일에 원본 문서에서 보존된 문서. 2011년 4월 9일에 확인함.
2. ↑  Martin Milichovský (November 2005). “Prehistorik 2 - věci a objekty”. 2012년 3월 22일에 원본 문서에서 보존된 문서. 2011년 4월 9일에 확인함.
3. ↑  “Prehistorik 2 Review”. 《Amstrad Action》 (퓨처 (기업)) (94): 46–47. July 1993.